# Batch
In informatica, il termine batch viene utilizzato con significati specifici, tipicamente riferite a uno o più dei seguenti aspetti dei sistemi di elaborazione a lotti:
- la non interattività dei programmi;
- l'esecuzione "accorpata" di più programmi;
- l'esecuzione non immediata, ma rimandata nel tempo dei programmi;
- la modifica di più dati contemporaneamente.

L'uso più diffuso del termine è probabilmente quello riferito a un insieme di comandi o programmi, tipicamente non interattivi, aggregati per l'esecuzione, come in uno script o un comando batch.

## Storia
Il termine batch risale all'epoca della programmazione per schede perforate. In quel contesto, i programmatori solitamente non avevano accesso diretto al computer, bensì preparavano i propri programmi "off-line" e li passavano a un amministratore di sistema, il quale aveva il compito di mandarli in esecuzione quando possibile (accodandoli rispetto ad altri programmi in esecuzione e spesso accorpando più programmi in un'unica unità di esecuzione), restituendo poi in seguito i risultati dell'elaborazione agli interessati.
Quando il sistema informativo era organizzato in modo da non prevedere l'uso di terminali direttamente collegati con l'elaboratore centrale, l'unico modo che consentiva di ottenere i servizi del Centro elaborazione dati (CED) era quello di inviare al Centro stesso i documenti cartacei per l'elaborazione e poi di ricevere i risultati. In una situazione di questo tipo, detta elaborazione batch, i dati contenuti nei documenti dovevano essere dapprima codificati, registrati su supporti compatibili con l'elaboratore, verificati con un'operazione detta data entry e quindi avviati all'elaborazione.
Vale la pena di osservare a questo proposito che, in presenza di errori, cresceva notevolmente il tempo di risposta; infatti il CED era costretto a consultare l'utente, il quale a sua volta doveva compiere nuovamente l'analisi dei propri dati e, alla fine, far pervenire agli addetti del Centro di Calcolo le correzioni da apportare. Di conseguenza, il colloquio tra Centro di Calcolo e i propri utenti spesso doveva prevedere, oltre alle fasi di ricezione dei dati e di invio della risposta, anche una serie di passi intermedi legati alla comunicazione degli errori riscontrati o alla richiesta di chiarimenti.